# Homoneura pleuripuncta
Homoneura pleuripuncta är en tvåvingeart som beskrevs av Malloch 1927. Homoneura pleuripuncta ingår i släktet Homoneura och familjen lövflugor. Inga underarter finns listade i Catalogue of Life.